# 福島豊
福島 豊（ふくしま ゆたか、1958年1月4日 - ）は、日本の医師、政治家。元衆議院議員（5期）。

## 経歴
- 1958年1月4日 大阪府堺市に生まれる。
- 埼玉県立浦和高等学校、京都大学医学部卒業。
- 京都大学付属病院老年科に入局。その後、三菱京都病院の第一内科医長を務める。専門は老人医療。
- 1993年7月18日 第40回衆議院議員総選挙に公明党から立候補し、初当選。総理府社会保障制度審議会委員、厚生総括政務次官を歴任。発達障害の子を持つ親として発達障害の支援を考える議員連盟事務局長を務め、2006年施行の発達障害者支援法制定に尽力した。
- 2009年8月 、第45回衆議院議員総選挙で民主党の新人、村上史好に1,807票差で敗れ落選。
- 2011年11月、引退発表（後継候補は伊佐進一）[1]。

## 主な所属議員連盟
- 発達障害の支援を考える議員連盟
- 北京オリンピックを支援する議員の会
- 恒久平和のために真相究明法の成立を目指す議員連盟（恒久平和議連）

## 役職歴
- 内閣
  - 厚生総括政務次官
  - 総理府社会保障制度審議会委員
- 衆議院
  - 厚生労働委員会理事
- 公明党
  - 中央幹事
  - 政務調査会長代理
  - 社会保障制度調査会長
  - 国際局次長
  - 厚生労働部会顧問
  - 医療制度委員長
  - 税制調査会副会長
  - がん対策推進本部副本部長
  - 新型インフルエンザ対策本部副本部長
  - アスベスト対策本部事務局長
  - 科学技術委員長
  - 食の安全推進委員会副委員長
  - 雇用政策委員長